# Scalenodon
Scalenodon — вимерлий рід траверсодонтидових цинодонтів із середнього тріасу Африки та, можливо, Росії. Типовий вид S. angustifrons був названий у 1946 році, а в наступні роки було названо кілька інших видів. Зараз вважається, що більшість видів з Африки належать до інших родів, ніж Scalenodon.

## Історія та види
Перші скам'янілості Scalenodon були знайдені в формації Манда в Замбії та віднесені до Trirachodon angustifrons у 1946 році. У 1955 році вид отримав власний рід Scalenodon. У 1963 році другий вид під назвою S. drysdalli був названий на основі формації Нтавере в долині Луангва в Замбії. Пізніше того ж року S. drysdalli було поміщено в власний рід Luangwa. Три додаткові види, S. attridgei, S. charigi та S. hirschoni, були названі з формації Манда в 1972 році. У 1973 році російський вид Scalenodon був названий S. boreus. S. boreus відомий з південного Уралу Оренбурзької області.
Проведений у 2003 році аналіз взаємозв'язків між траверсодонтидами не виявив, що види Scalenodon з формації Manda утворюють єдину кладу, що означає, що багато з них не належать до роду. Дослідження показало, що S. hirschoni має більше спільного з іншими траверсодонтидами, такими як Luangwa. S. attridgei розглядався як можливий синонім S. charigi, який також був лише віддаленим спорідненістю з S. angustifrons. У 2013 році S. hirschsoni був віднесений до свого роду Mandagomphodon.
S. angustifrons і S. boreus залишаються дійсними видами Scalenodon. У той час як S. angustifrons відомий з часткових черепів, зубів і нижньої щелепи, S. boreus відомий лише з двох верхніх щічних зубів.